# Кочина країна

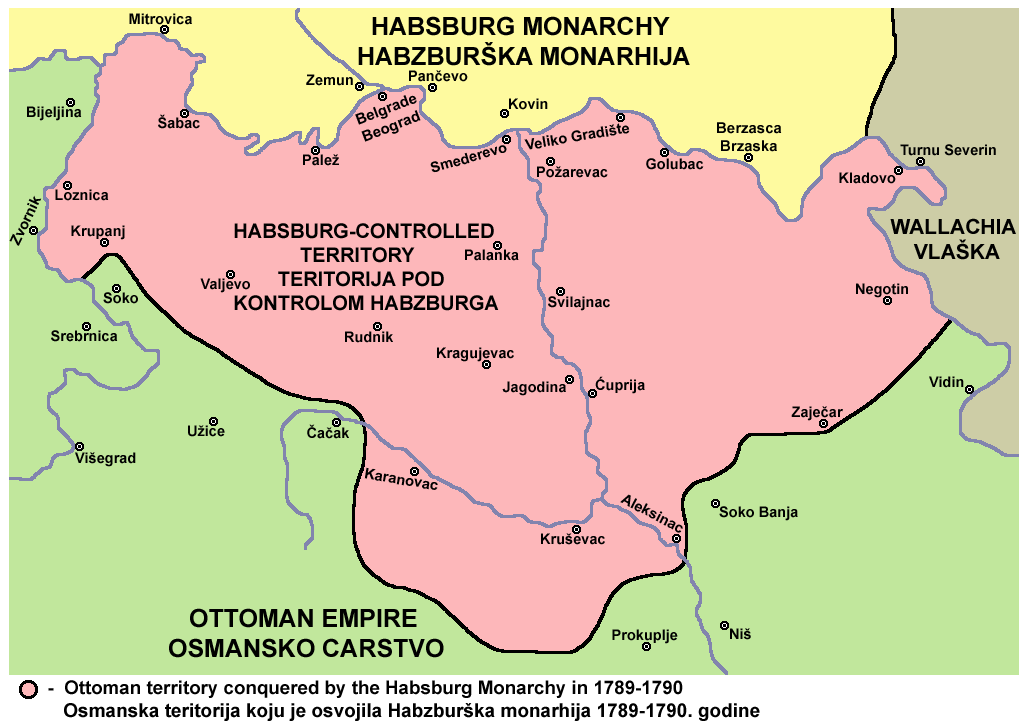
Територія, завойована австрійсько-сербськими фрайкорівцями у 1789—1790 рр.

Кочина країна — назва для території Сербії, яку тимчасово звільнили від Османської імперії сербські фрайкори (добровольчі загони) за допомогою Австрії під час австро-турецької війни 1788—1791 років. Крайну заснував і керував нею капітан Коча Анджелкович, а після його смерті командування ненадовго взяв на себе Йован Брановацький. Війна закінчилася Свіштовським мирним договором, який повернув територію країни Османській імперії, але з деякими поступками сербському населенню: Австрія отримала вузьку смугу території навколо Цетинграда і Лапци, султан забороняє повернення яничарів до Смедеревського санджаку та збирати у ньому податки. Створення Кочини країни є початком історичного процесу, який призведе до першого повстання сербів під Караджордом та до незалежності Сербії в 1815 році. Не випадково серед добровольців сербського фрайкору був і Карагеоргій.

## Передумови
З 1781 р. Австрійський імператор Йосиф II Габсбург і російська імператриця Катерина II перебували в таємному оборонному союзі проти Туреччини.
Австрійці направили до Сербії кілька місій для збору даних та залучення населення, особливо князів, священників та купців. Всі вони мали успіх (на відміну від тих, що в Боснії), оскільки ситуація в регіоні була вкрай напружена (спахи конфліктували проти яничарів), а населення невдоволене погіршенням їх стану (жорстока експлуатація та гніт яничарів), тому воно очікувало від австрійців визволення. Дедалі частіше виникають дрібні конфлікти з турками та втечі до Австрії.
У 1787 р. Туреччина оголошує війну Росії. Австрія ще не готова до війни, але намагається скористатися ситуацією. План полягав у захопленні прикордонних фортець за допомогою місцевих сербів. Спроба відкрити ворота Белграда в грудні зазнала невдачі. З багатьох сербських біженців створюються фрайкори. У січні 1788 р. була здійснена чергова невдала спроба нападу на Белград.

## Хід війни
Австрія оголосила війну 9 лютого 1788 р., але ефект несподіванки був відсутній і вдалося захопити лише Ада-Кале. Австрійці не хочуть повстання в Сербії і не вважають фрайкорівців самостійними підрозділами, але оскільки армія не була готова до активних дій, трапляється навпаки — фрайкорівці змушені проводити майже всі операції та підбурювати населення до повстання. Головною метою Австрії є Белград, який вона хоче зайняти шляхом відсікання та виснаження — закрити дороги для підкріплення з Шабаца та Пожареваця. Зі свого боку, турки навіть не можуть зібрати армію з Румелії.
Загін Коче Анджелковича (від 400 до 500 людей) прибув із Банату до Сербії в день оголошення війни з завданням перерізати дорогу до Константинополя. За два тижні він взяв Пожареваць і Коларе, а через заворушення та небезпеку турки втекли з Паланки, Баточини та Багрдана, куди Коча увійшов без опору. Австрійська армія залишається бездіяльною (чекаючи перемоги Росії, яка зв'яже турецьку більшість), тому Коча відступає до Банату.
Коча Анжелкович повернувся в березні 1788 року з 1500 людьми. Вони розбили три турецькі армії, намагаючись зробити дорогу прохідною. Він отримав звання капітана, але жоден австрійський підрозділ досі не вступив до Сербії, що погано впливає на моральний стан населення. Незважаючи на підкріплення, привезене Йованом Брановацьким, у квітні турки прорвали блокаду з більшими силами і Коча відступив до монастиря Дуррес (поблизу Крагуєваця). Нові напади на конвої не вдалі, оскільки турки зміцнили свої сили в Купрії і Ягодині.
У квітні 1788 р. фрайкорівець Станко Арамбашич прибув до Сербії під командування майора Михайла Михайлевича. Вони разом у тому ж місяці завоював Шабац за допомогою регулярної австрійської армії. Серед солдатів, які напали на Шабац, був майбутній видатний маршал Наполеона Йозеф Понятовський. Пізніше в червні їм вдалося завоювати і Валєво. Бацький єпископ Йован Йованович також з Михайлевичем та Арамбашичем, закликаючи до повстання.
В кінці червня турки повернули Пожаревац під свою владу, а в липні Коча з боєм перебрався до Банату. У серпні Хасан-паша перейшов у Банат і розгромив прикордонні підрозділи та зайняв Дунай на всій довжині, починаючи від Панчево і на півночі аж до Мехадії. У вересні, чекаючи допомоги австрійської армії, у битві біля Брзаської Коча потрапив у полон. Його та ще 30 полонених бойових товаришів, турки відвезли його до Текії де стратили. Після смерті Кочі Йован Брановацький взяв на себе верховне командування Країною з чином підполковника.
Австрійські війська були розтягнуті по всій лінії фронту і залишались неактивними. З початком війни мусульманському населенню було надіслано проголошення залишатися мирним, обіцяючи бути рівним з іншими підданими, особливо в релігійних питаннях. Корпусу під керівництвом Ліхтенштейна (тоді ще під Лаудоном) у Боснії а чотири місяці вдалося захопити лише Дрежник, люто воюючи за Дубицю та Нові. Зимою війна припинилася.
Лаудон у 1789 році встиг захопити лише Бербір (Градишка). У серпні він взяв на себе верховне командування і витіснив турків з Баната, а у вересні оточив Белград, який здався йому (з вільним проходом для гарнізону) 9 жовтня. Потім були окуповані Смедерево, Позареваць і Кладово, тобто більша частина північної Сербії до Студениці та Крушеваця. Тягар війни знову беруть на себе фрайкорівці Михайла Михайлевича та Станка Арамбашича.

## Кінець війни
Хоча це мало успіх у Сербії, поразка австрійської армії на інших фронтах та смерть імператора Йосифа II у 1790 році змусили нового імператора Леопольда II шукати миру. Австрійська армія окупує Цетинград. Фрайкорівці виводять із собою населення. Турки намагаються запобігти цьому іпереслідують зпідозрених у співпраці з австрійцями.
Свиштовським мирним договором був задоволенийЛеопольд II Габсбург: він отримав Цетинград, Дрежник і вузьку смужку землі Країни (Лапац і Срб). Турки гарантували загальну амністію для повстанців. Фрайкор розпускається, і багато сербів, розчарованих Австрією, навіть повертаються до Сербії. Султан Селім III (з 1789 р. рік) забороняє повернення яничарів до Смедеревського санджаку.
Вук Караджич писав: «З Кочини країни і серби воювати вміють».

## Наслідки
Близько 18 000 сербів на стороні Австрії взяли участь у війні, набувши воєнного досвіду, деякі офіцерські звання та нагороди, а деякі військову освіту. Оскільки Свиштовський мир не суттєво змістив кордони Османської імперії, незважаючи на значні втрати на полі бою, однією з поступок була загальна амністія повстанців, а в наступні роки (1793 та 1794) султан Селім III дозволив ферманам свободу торгівлі та часткове розширення місцевого самоврядування. Торговельні та культурні зв'язки між сербами з Австрії та Туреччини зміцнюються.
У житті сербів в Австрії відбуваються зміни завдяки їхній участі та заслугам у війні з Туреччиною: було відкриття Іллірійську придворну канцелярію у Відні (для сербів з Воєводини), надано право на свободу віросповідання, право на працевлаштування на державну службі тощо.
Тиск турецького феодального суспільства слабшає, розвивається сільське господарство, посилюється торгівля, зростає вивіз худоби до Австрії, у містах розвиваються ремесла, поряд із зміцненням нахії та князівського самоврядування, все веде до значних соціальних змін. Національна свідомість та готовність до боротьби зміцнюються.